# Verenigd Koninkrijk op het Eurovisiesongfestival 2016
Het Verenigd Koninkrijk nam deel aan het Eurovisiesongfestival 2016 in Stockholm, Zweden. Het was de 59ste deelname van het land aan het Eurovisiesongfestival. De BBC was verantwoordelijk voor de Britse bijdrage voor de editie van 2016.

## Selectieprocedure
Op 9 september 2015 maakte de Britse openbare omroep bekend te zullen deelnemen aan de 61ste editie van het Eurovisiesongfestival. Drie weken later gaf de BBC aan dat het een nationale finale zou houden om de Britse act voor Stockholm te selecteren. Het was voor het eerst sedert 2010 dat het Verenigd Koninkrijk een nationale preselectie organiseerde.
Geïnteresseerden kregen van 30 september tot en met 20 november de tijd om zich kandidaat te stellen voor deelname aan de nationale voorronde. Op 22 februari werden de namen van de zes deelnemende acts vrijgegeven. Tijdens de nationale finale werden de punten exclusief verdeeld via televoting, al gaf een vakjury ook commentaar op de zes acts. De show vond plaats in The Forum in hoofdstad Londen. Mel Giedroyc was presentatrice van dienst. Joe & Jake wonnen de nationale finale.

## Nationale finale
26 februari 2016
| Volgorde | Artiest           | Lied                 |
| -------- | ----------------- | -------------------- |
| 1        | Dulcima           | When you go          |
| 2        | Matthew James     | A better man         |
| 3        | Darline           | Until tomorrow       |
| 4        | Karl William Lund | Miracle              |
| 5        | Bianca            | Shine a little light |
| 6        | Joe & Jake        | You're not alone     |

## In Stockholm
Als lid van de vijf grote Eurovisielanden mocht het Verenigd Koninkrijk rechtstreeks deelnemen aan de grote finale, op zaterdag 14 mei 2016. In de finale trad het Verenigd Koninkrijk als vijfentwintigste van de 26 acts aan en haalde er de 24ste plaats.